# Dyskografia Gosi Andrzejewicz
Dyskografia Gosi Andrzejewicz obejmuje pięć albumów studyjnych (w tym jedną reedycję), jeden album kompilacyjny, czterdzieści trzy single i dwadzieścia teledysków. Artykuł zawiera informacje o datach premiery, wytwórniach muzycznych, nośnikach, pozycjach na listach przebojów, sprzedaży i certyfikatach Związku Producentów Audio-Video.

## Albumy
| Rok                            | Dane dot. albumu                                                                                    | Najwyższa pozycja na liście | Certyfikat         | Sprzedaż       |
| Rok                            | Dane dot. albumu                                                                                    | POL                         | Certyfikat         | Sprzedaż       |
| ------------------------------ | --------------------------------------------------------------------------------------------------- | --------------------------- | ------------------ | -------------- |
| 2004                           | Gosia Andrzejewicz - Wydany: 24 października 2004 - Wydawca: Pearl Music - Format: CD               | –                           |                    |                |
| 2006                           | Gosia Andrzejewicz Plus - Data: 10 kwietnia 2006 - Wydawca: My Music - Format: CD, digital download | 14                          | - POL: złota płyta | - POL: 15 000+ |
| 2006                           | Lustro - Data: 17 listopada 2006 - Wydawca: My Music - Format: CD, digital download                 | 17                          | - POL: złota płyta | - POL: 15 000+ |
| 2009                           | Wojowniczka - Data: 14 sierpnia 2009 - Wydawca: My Music - Format: CD, digital download             | 36                          |                    |                |
| 2014                           | Film - Data: 25 listopada 2014 - Wydawca: My Music - Format: CD, digital download                   | –                           |                    |                |
| „–” pozycja nie była notowana. | |                             |                    |                |

## Albumy kompilacyjne
| Rok  | Dane dot. albumu                                                                                             | Najwyższa pozycja na liście |
| Rok  | Dane dot. albumu                                                                                             | POL                         |
| ---- | --- | --------------------------- |
| 2007 | The Best of Gosia Andrzejewicz - Wydany: 23 kwietnia 2007 - Wydawca: My Music - Format: CD, digital download | 25                          |

## Single
| 2004                                       | „Nieśmiały chłopak”                                | 2  | –  | –  | –  |                    |                | Gosia Andrzejewicz             |
| 2004                                       | „Wielbicielka”                                     | –  | –  | –  | –  |                    |                | Gosia Andrzejewicz             |
| 2005                                       | „Trudny wybór”                                     | 10 | –  | –  | –  |                    |                | Gosia Andrzejewicz             |
| 2005                                       | „Miłość”                                           | –  | –  | –  | –  |                    |                | Gosia Andrzejewicz             |
| 2005                                       | „Waiting for Love” (feat. Krist Van D & MK Schulz) | –  | –  | –  | –  |                    |                | –                              |
| 2006                                       | „Dangerous Game”                                   | –  | –  | –  | –  |                    |                | Gosia Andrzejewicz Plus        |
| 2006                                       | „Pozwól żyć”                                       | 1  | 1  | 8  | 1  |                    |                | Gosia Andrzejewicz Plus        |
| 2006                                       | „Słowa”                                            | 1  | 1  | 3  | 1  |                    |                | Gosia Andrzejewicz Plus        |
| 2006                                       | „Trochę ciepła”                                    | 2  | 1  | 5  | 1  |                    |                | Lustro                         |
| 2007                                       | „Lustro”                                           | 1  | 11 | 37 | 1  |                    |                | Lustro                         |
| 2007                                       | „Latino”                                           | 13 | –  | –  | 10 |                    |                | The Best of Gosia Andrzejewicz |
| 2007                                       | „Siła marzeń”                                      | 2  | –  | –  | 2  |                    |                | The Best of Gosia Andrzejewicz |
| 2009                                       | „Otwórz oczy”                                      | 1  | 2  | –  | 2  |                    |                | Wojowniczka                    |
| 2009                                       | „Zabierz mnie”                                     | 1  | –  | –  | 6  |                    |                | Wojowniczka                    |
| 2010                                       | „Emotions” (feat. DJ Remo)                         | –  | –  | –  | –  |                    |                | Film                           |
| 2010                                       | „Wojowniczka”                                      | –  | –  | –  | 12 |                    |                | Wojowniczka                    |
| 2010                                       | „You”                                              | –  | –  | –  | –  |                    |                | Film                           |
| 2011                                       | „Contagious” (jako S#G Projects)                   | –  | –  | –  | –  |                    |                | Film                           |
| 2012                                       | „Loverboy” (feat. Dr. Alban)                       | 1  | –  | –  | 5  |                    |                | Film                           |
| 2012                                       | „Hello Hello” (feat. Northway & Electric Pulse)    | –  | –  | –  | –  |                    |                | Film                           |
| 2012                                       | „Film”                                             | –  | –  | –  | 3  |                    |                | Film                           |
| 2012                                       | „Choose to Believe” (feat. NatStar & St0ne)        | –  | –  | –  | –  |                    |                | Film                           |
| 2012                                       | „Superstar” (feat. Krist Van D)                    | –  | –  | –  | –  |                    |                | Film                           |
| 2013                                       | „Don't Be Scared” (feat. Riky Bryan)               | –  | –  | –  | –  |                    |                | –                              |
| 2013                                       | „2Gether” (feat. Douzi)                            | –  | –  | –  | –  |                    |                | Film                           |
| 2014                                       | „Ciszej”                                           | –  | –  | –  | 7  |                    |                | Film                           |
| 2014                                       | „Klucz”                                            | 1  | –  | –  | 1  |                    |                | Film                           |
| 2015                                       | „Obiecaj mi”                                       | –  | –  | –  | 1  |                    |                | Film                           |
| 2015                                       | „Ten dzień” (feat. Two Friends)                    | –  | –  | –  | –  |                    |                | –                              |
| 2015                                       | „I Found You” (feat. Stylus Josh)                  | –  | –  | –  | –  |                    |                | –                              |
| 2016                                       | „Moc”                                              | 1  | –  | –  | 1  |                    |                | –                              |
| 2017                                       | „Doceń to”                                         | 1  | –  | –  | 2  |                    |                | –                              |
| 2019                                       | „Dlaczego”                                         | 4  | –  | –  | –  |                    |                | –                              |
| 2021                                       | „Delete”                                           | –  | –  | –  | –  |                    |                | –                              |
| 2021                                       | „Nie będziesz szła sama” (z Mandaryną i Iną)       | –  | –  | –  | –  |                    |                | –                              |
| 2021                                       | „Otwórz oczy” (version 2021)                       | –  | –  | –  | –  |                    |                | –                              |
| 2022                                       | „Tylko mój"                                        | 1  | –  | –  | –  |                    |                | –                              |
| 2023                                       | „Na zawsze"                                        | –  | –  | –  | –  |                    |                | –                              |
| 2023                                       | „Soulmate” (feat. St0ne)                           | –  | –  | –  | –  |                    |                | –                              |
| 2023                                       | „Nie mów mi” (z Bajorsonem i Robertem Wiewiórą)    | 1  | –  | –  | 2  | - POL: złota płyta | - POL: 25 000+ | –                              |
| 2023                                       | „Wielbicielka” (version 2023)                      | –  | –  | –  | –  |                    |                | –                              |
| 2024                                       | „Intuicja”                                         | –  | –  | –  | –  |                    |                | –                              |
| 2024                                       | "Moja kolej" (feat. Vin Vici)                      | 1  | –  | –  | –  |                    |                | –                              |
| 2024                                       | "Król i Królowa" (feat. Adam Arcade)               | –  | –  | –  | –  |                    |                | –                              |
| 2025                                       | "Butterfly"                                        | –  | –  | –  | –  |                    |                | –                              |
| „–” oznacza, że pozycja nie była notowana. |                                                    |    |    |    |    |                    |                |                                |

### Występy gościnne
| Rok  | Tytuł                                                                                       | Utwory                                                |
| ---- | ------------------------------------------------------------------------------------------- | ----------------------------------------------------- |
| 2005 | Spoko dzieciak (różni wykonawcy) - Data: lipiec 2005 - Wydawca: N/A                         | - „Daj coś od siebie” (feat. 2-12 & St0ne)            |
| 2005 | Welcome to the Club 4 (różni wykonawcy) - Data: 18 lipca 2005 - Wydawca: Klubbstyle Records | - „First Sight” (jako Bitter Sweet)                   |
| 2007 | Epizod IV Sens życia (Owal) - Data: 26 stycznia 2007 - Wydawca: UMC Records                 | - „Wróć już”                                          |
| 2007 | Zimno? Przytul mnie! (różni wykonawcy) - Data: 30 listopada 2007 - Wydawca: My Music        | - „Magia świąt” - „Lulajże Jezuniu” - „Zanim powiesz” |
| 2008 | Top Kids 12 (różni wykonawcy) - Data: 22 lutego 2008 - Wydawca: Universal Music Polska      | - „Wstawaj, szkoda dnia”                              |
| 2008 | You Can Dance (DJ Remo) - Data: 29 lutego 2008 - Wydawca: My Music                          | - „You Can Dance” - „Feel'In” - „Lollipop”            |
| 2009 | My Music – My Pleasure (DJ Remo) - Data: 10 sierpnia 2009 - Wydawca: My Music               | - „Taste Me All Day”                                  |
| 2011 | Kiss Me Girl (Kalwi & Remi) - Data: 19 kwietnia 2011 - Wydawca: My Music                    | - „Lips”                                              |

## Teledyski
- 2006: „Pozwól żyć”
- 2006: „Słowa”
- 2006: „Trochę ciepła”
- 2007: „Lustro”
- 2007: „Siła marzeń”
- 2007: „Magia świąt”
- 2008: „You Can Dance”
- 2009: „Otwórz oczy”
- 2009: „Zabierz mnie”
- 2010: „Wojowniczka”
- 2012: „Choose to Believe”
- 2014: „Film”
- 2014: „Ciszej”
- 2014: „Klucz”
- 2015: „Obiecaj mi”
- 2016: „Moc”
- 2017: „Doceń to”
- 2019: „Dlaczego"
- 2021: „Nie będziesz szła sama” (z Mandaryną i Iną)
- 2022: „Tylko mój"
- 2023: „Na zawsze”
- 2023: „Nie mów mi” (z Bajorsonem i Robertem Wiewiórą)